# Grønhøj
Grønhøj is een plaats in de Deense regio Midden-Jutland, gemeente Viborg, parochie Frederiks. De plaats telt 200 inwoners (2012).
Grønhøj is gesticht in 1760 als woonplaats voor de zogenaamde Kartoffeltysker (letterlijk: 'aardappelduitsers'), Duitse immigranten die op uitnodiging van de Deense koning Frederik V op de heidevelden van Jutland kwamen wonen. Zij waren afkomstig uit het gebied tussen de steden Frankfurt en Karlsruhe. Op 22 juli 1760 kwamen de eerste Duitse kolonisten in Grønhøj aan, en eind dat jaar hadden zich 136 personen in het dorp gevestigd. 
In het centrum van Grønhøj werd in 1849 de Grønhøj Kro gebouwd die twee jaar later als landevejskro koninklijke privileges kreeg als verblijfplaats langs de doorgaande weg.